# António Calvário
António Calvário da Paz (Mozambique, 17 oktober 1938) is een Portugese zanger die het eerste Festival da Canção heeft gewonnen. In 1964 deed hij voor Portugal mee aan het Eurovisiesongfestival in Denemarken met het nummer "Oração" (Portugees voor gebed). Het was de eerste keer dat Portugal meedeed aan het Eurovisiesongfestival. Calvário kreeg 0 punten eindigde op een gedeelde laatste plaats met Duitsland, Joegoslavië en Zwitserland.
In 1965, 1966 en 1968 doet hij opnieuw mee aan het Festival da Canção, vergelijkbaar met het Nederlandse Nationaal Songfestival, maar hij won niet.
1964: António Calvário · 
1965: Simone de Oliveira · 
1966: Madalena Iglésias · 
1967: Eduardo Nascimento · 
1968: Carlos Mendes · 
1969: Simone de Oliveira · 
1971: Tonicha · 
1972: Carlos Mendes · 
1973: Fernando Tordo · 
1974: Paulo de Carvalho · 
1975: Duarte Mendes · 
1976: Carlos do Carmo · 
1977: Os Amigos · 
1978: Gemini · 
1979: Manuela Bravo · 
1980: José Cid · 
1981: Carlos Paião · 
1982: Doce · 
1983: Armando Gama · 
1984: Maria Guinot · 
1985: Adelaide Ferreira · 
1986: Dora · 
1987: Nevada · 
1988: Dora · 
1989: Da Vinci · 
1990: Nucha · 
1991: Dulce Pontes · 
1992: Dina · 
1993: Anabela · 
1994: Sara Tavares · 
1995: Tó Cruz · 
1996: Lúcia Moniz · 
1997: Célia Lawson · 
1998: Alma Lusa · 
1999: Rui Bandeira · 
2001: MTM · 
2003: Rita Guerra · 
2004: Sofia Vitória · 
2005: 2B · 
2006: Nonstop · 
2007: Sabrina · 
2008: Vânia Fernandes · 
2009: Flor-de-Lis · 
2010: Filipa Azevedo · 
2011: Homens da Luta · 
2012: Filipa Sousa · 
2014: Suzy · 
2015: Leonor Andrade · 
2017: Salvador Sobral · 
2018: Cláudia Pascoal · 
2019: Conan Osíris · 
2021: The Black Mamba · 
2022: Maro · 
2023: Mimicat · 
2024: Iolanda · 
2025: Napa
- Gemeinsame Normdatei: 129389226
- International Standard Name Identifier: 0000 0001 1467 3239
- Library of Congress Control Number: nb2004303111
- MusicBrainz: 1e2deeeb-8c11-4814-93f5-fb1fc8116229
- Virtual International Authority File: 8464009
- WorldCat: E39PBJv4gtYmd8bXf777jYkCcP